# Notre-Dame d’Aubune

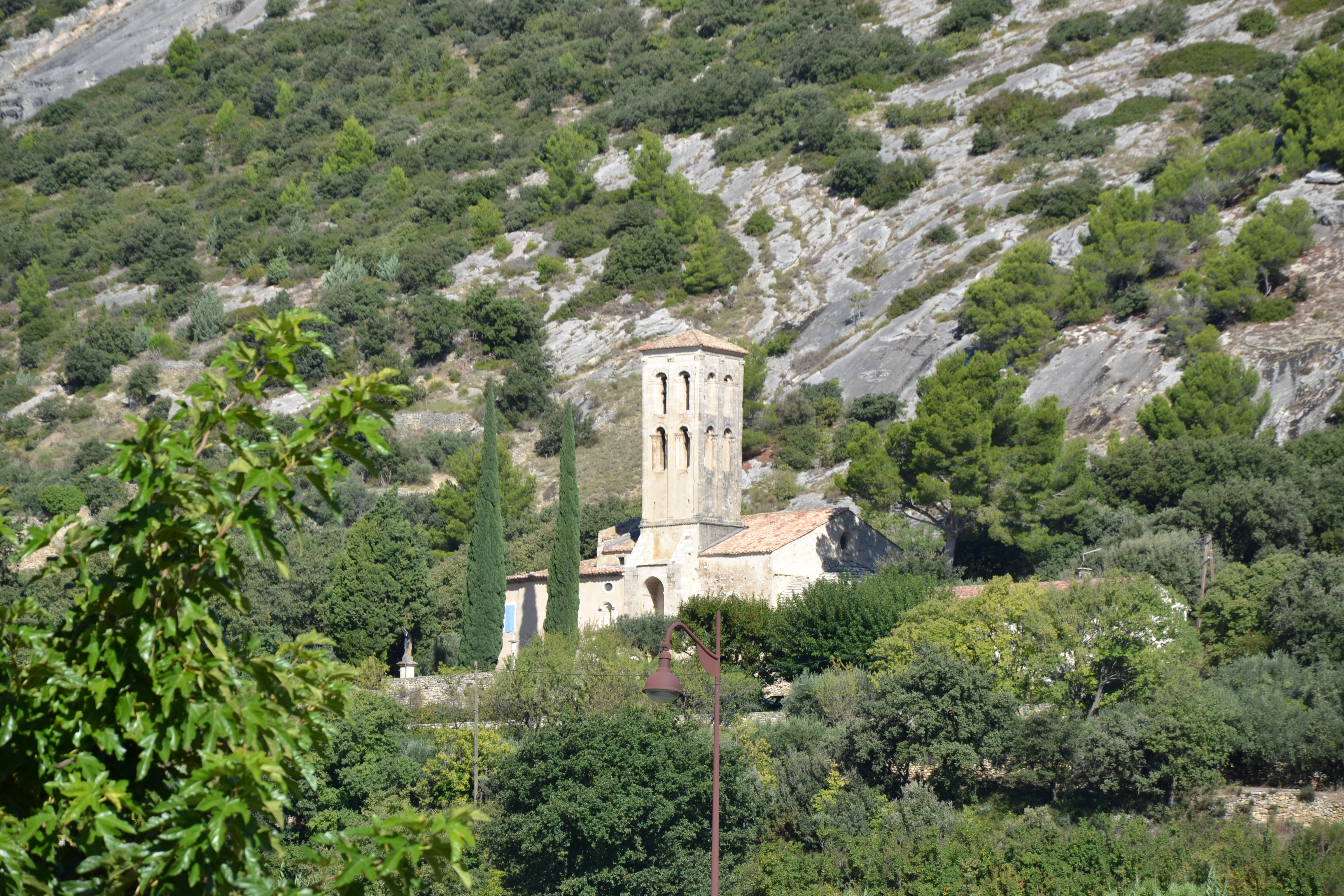
Notre-Dame d’Aubune

Notre-Dame d’Aubune ist eine dreiapsidiale Kapelle im Stil der provençalischen Romanik bei Beaumes-de-Venise im provenzalischen Département Vaucluse.

## Lage
Die Kapelle steht am Fuß eines Felsabhangs mit einer bereits in der Antike verehrten Quelle (Les Grottes d’Ambrosi) im Südwesten der Dentelles de Montmirail etwa 2 km westlich des Ortes Beaumes-de-Venise am Rand der Weinberge.

## Geschichte
Die Kapelle ist eines der herausragenden Beispiele für die romanische Architektur der Provence. Ihr Stil ist – ähnlich wie bei der Kirche von Saint-Restitut, der Priorei Notre-Dame du Val des Nymphes bei La Garde-Adhémar, der Kathedrale von Avignon, der Kapelle Saint-Quentin in Vaison-la-Romaine und der Kirche Notre-Dame-du-Lac in Le Thor – von der Antike inspiriert. Die Apsis der Kapelle stammt aus dem 11. Jahrhundert, der Glockenturm aus dem 12. Jahrhundert. Die Kapelle wurde später erweitert und schließlich im 17. Jahrhundert durch eine angrenzende Eremitage (heute Privatbesitz) abgeschlossen.
Seit dem 19. November 1910 ist Notre-Dame d’Aubune als Monument historique klassifiziert. Im Jahr 2007 wurden umfangreiche Restaurierungsarbeiten vorgenommen.

## Legende
Der Überlieferung nach wurde die Kapelle von Karl dem Großen oder Karl Martell nach einem Sieg über die Mauren an einem Ort namens Cimetière des Sarrasins errichtet. Der Teufel habe später versucht, die Kapelle durch einen Felssturz zu zerstören, der aber von der Jungfrau Maria aufgehalten worden sei – der sich oberhalb der Kapelle befindende Felsen wird Rocher du Diable genannt.

## Architektur
Der ältere Teil der Kapelle besteht aus einem einjochigen Chor und drei Apsiden im einfachen Stil der frühen Romanik des 11. oder frühen 12. Jahrhunderts an der Ostseite. Zahlreiche Löcher im äußeren Mauerwerk zeugen von der Befestigung der Baugerüste. Darüber hinaus sind Signaturen (VGo) des Baumeisters Hugues aus der Mitte des 12. Jahrhunderts erhalten, die man unter anderem auch an der Kathedrale Notre-Dame de Nazareth in Vaison-la-Romaine, der Kathedrale Notre-Dame in Saint-Paul-Trois-Châteaux und der Kathedrale Ste-Anne in Apt finden kann.
Der auf quadratischem Grundriss errichtete Glockenturm aus den Jahren 1160/80 ist durch antike Stilelemente geprägt, kannelierte Pilaster und Fensteräulen über die gesamte Höhe sowie Kapitelle mit Akanthus-Ornamenten.

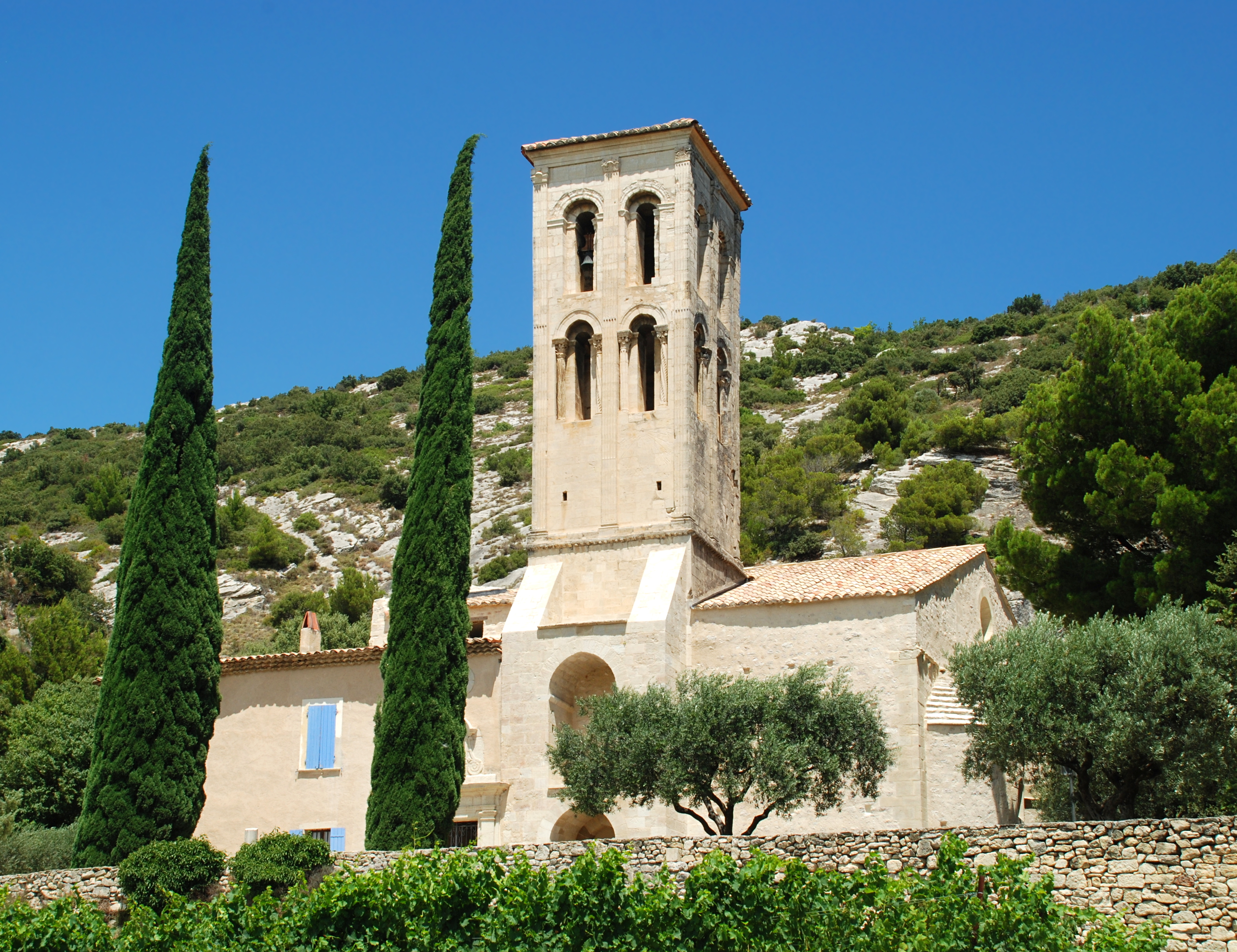
Notre-Dame d’Aubune
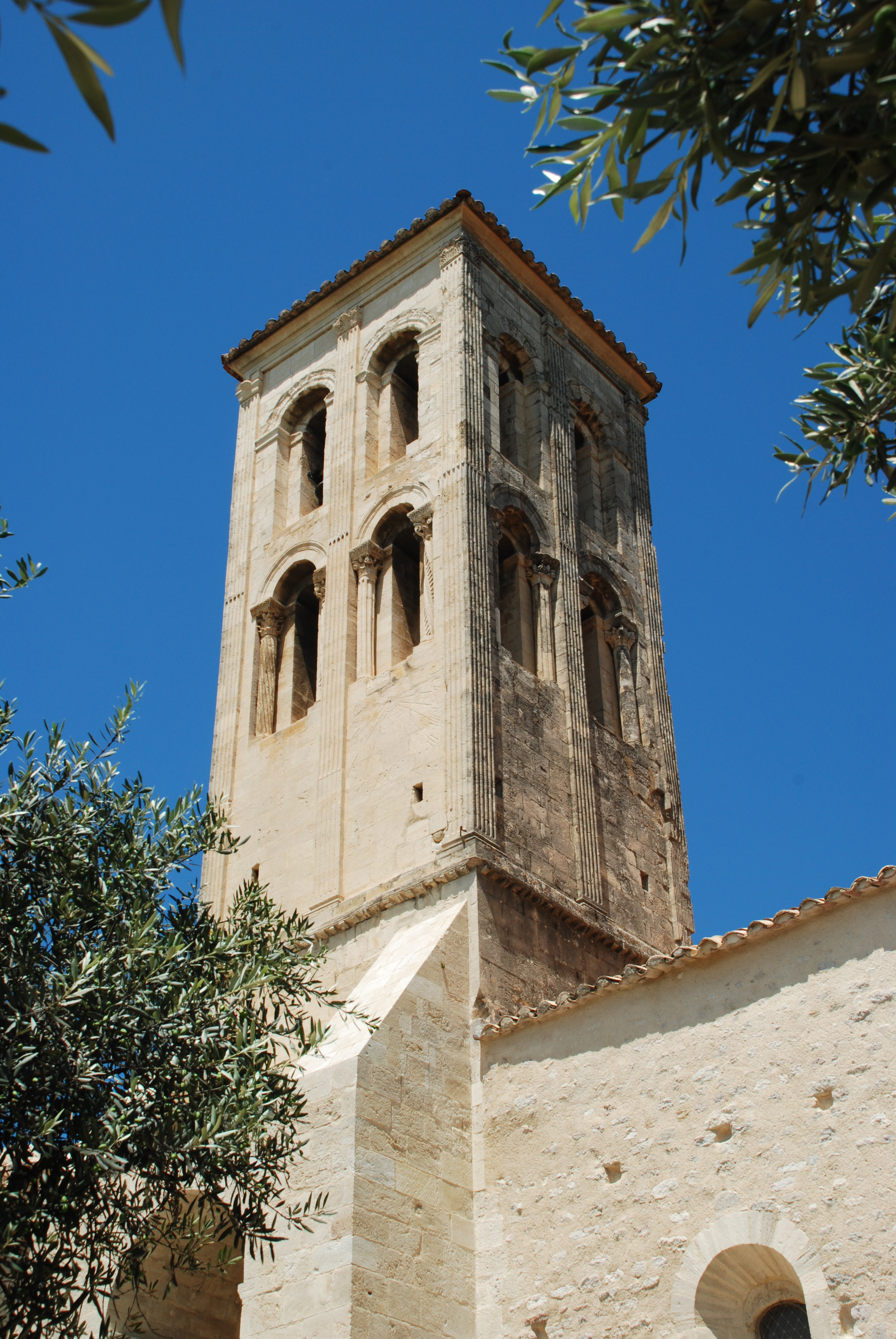
Glockenturm
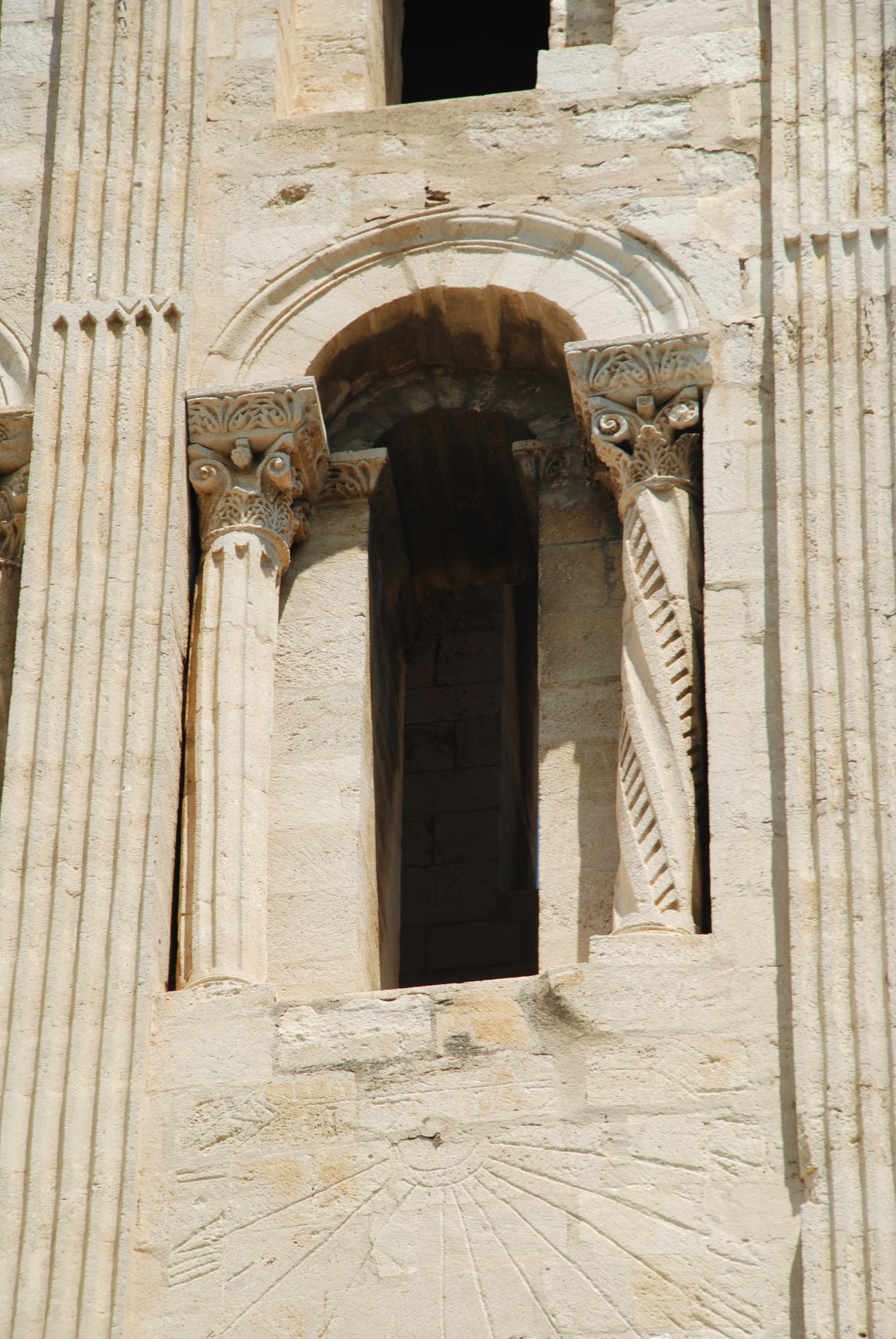
Turmfenster mit Sonnenuhr
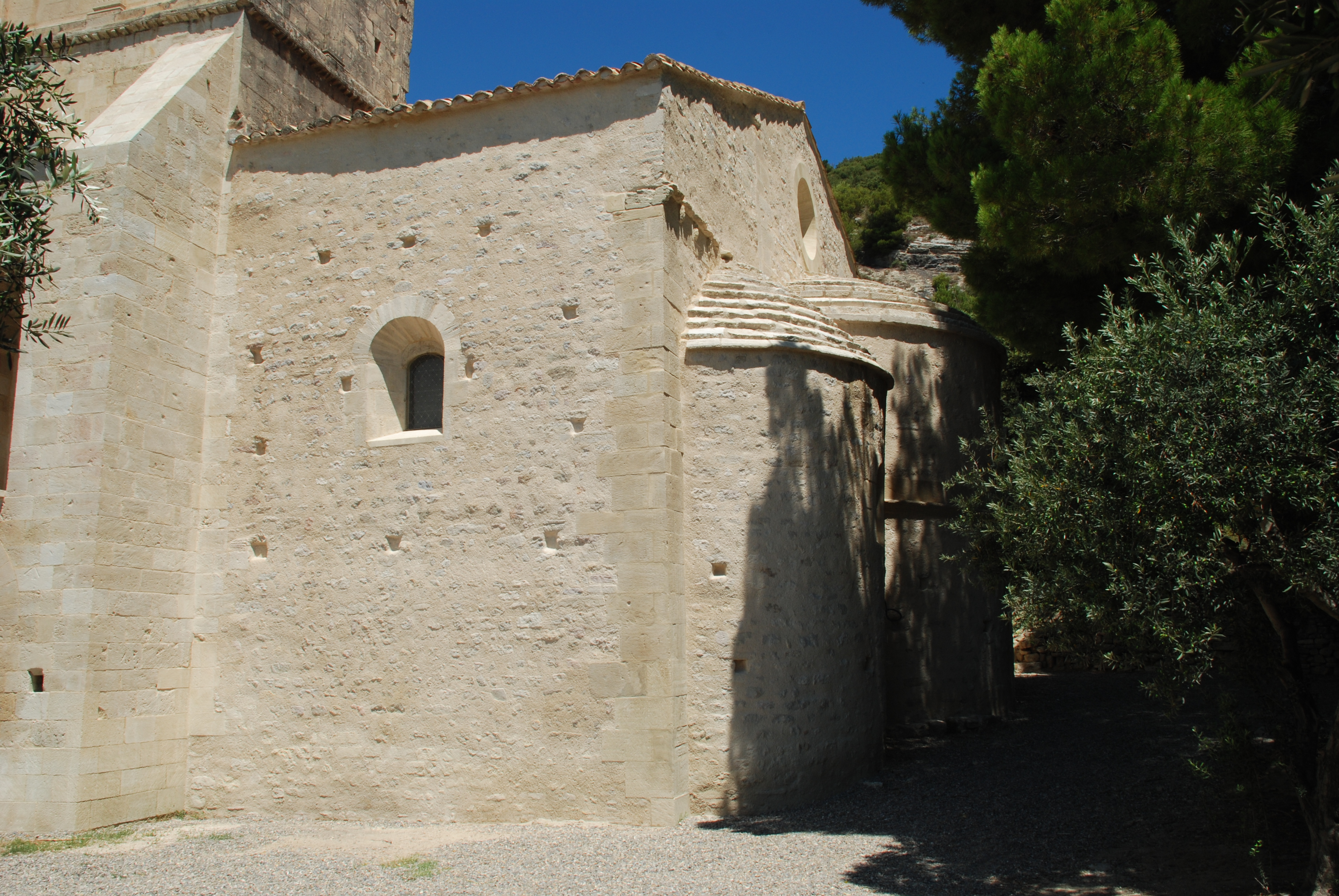
Apsis
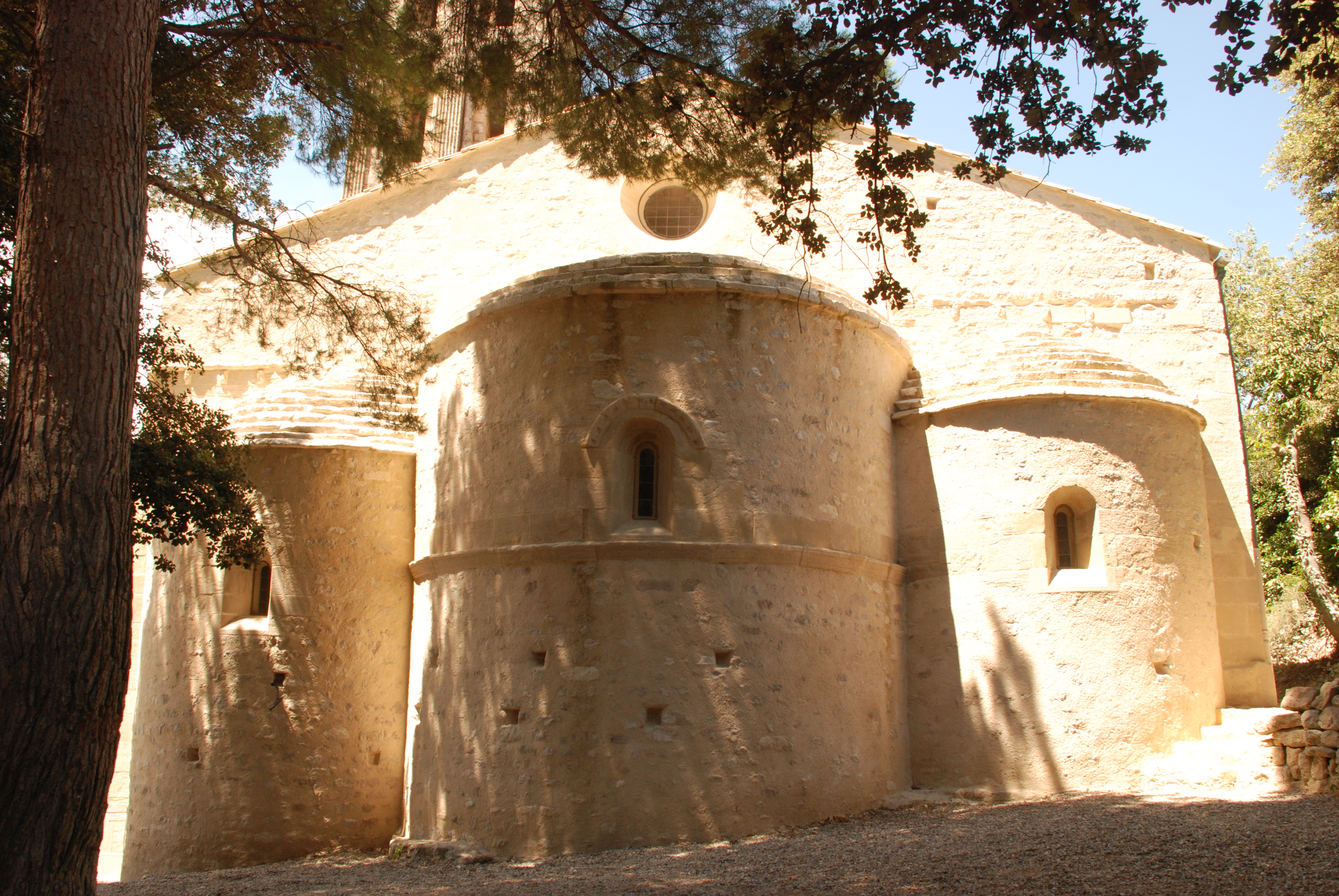
Apsiden
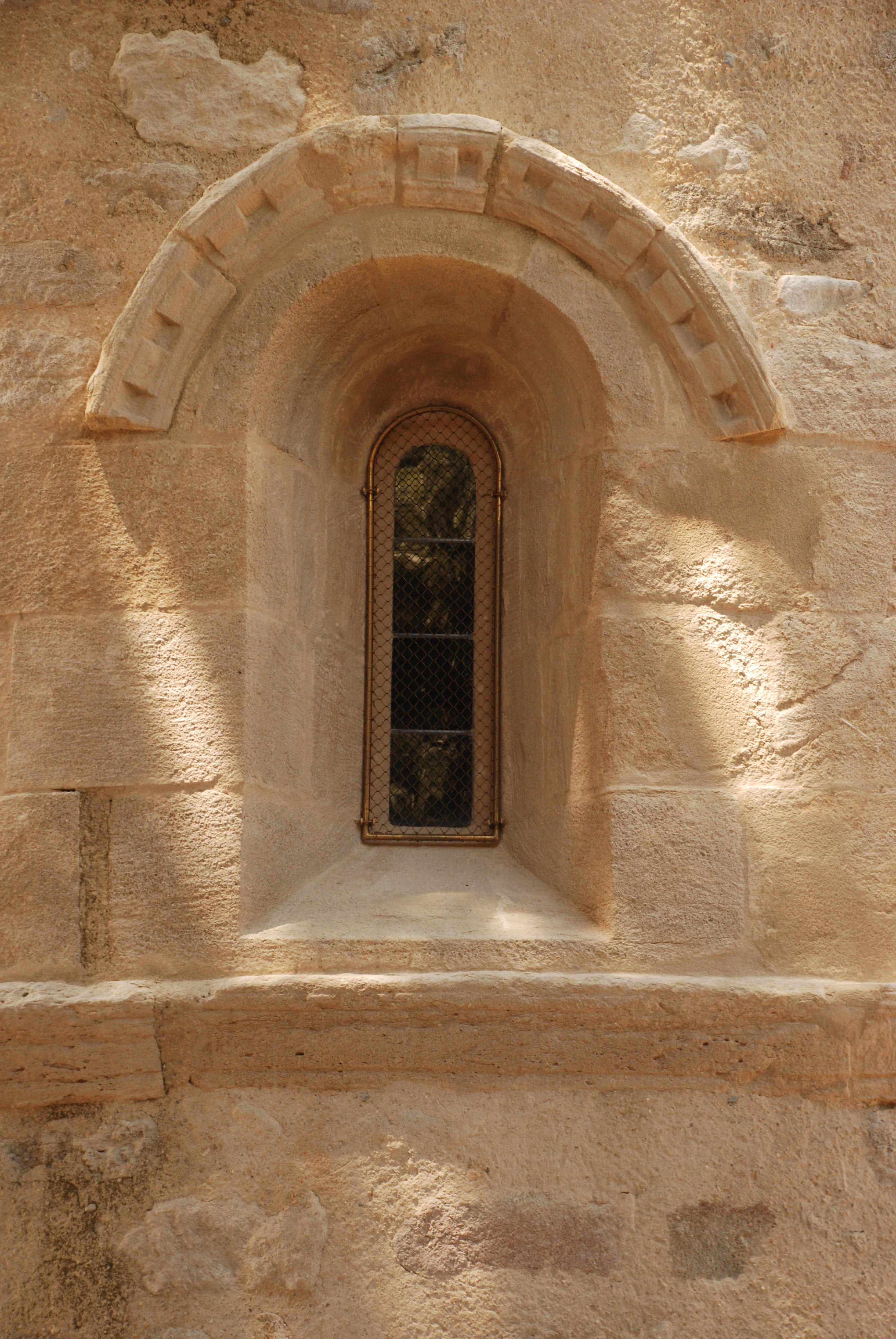
Fenster in der mittleren Apsis

## Ausstattung
Fünf Objekte der Kirche sind als Monument historique eingestuft: der Altar mit Retabel aus dem 17. Jahrhundert, der Altartisch aus Marmor aus dem 10./11. Jahrhundert und drei Gemälde, darunter Das Pestgelübde von 1629, das an die Pest von 1628 in der Provence erinnert.